# Coralliophila orcuttiana
Coralliophila orcuttiana är en snäckart som beskrevs av Dall 1919. Coralliophila orcuttiana ingår i släktet Coralliophila och familjen Coralliophilidae. Inga underarter finns listade i Catalogue of Life.